# Radio Rebelde
Radio Rebelde és una emissora de ràdio cubana, fundada el 24 de febrer de 1958 pel comandant cubà-argentí Ernesto «Che» Guevara a Sierra Mestra.

## Història
El 1957, a pocs mesos d'iniciada la lluita armada, Che Guevara sol·licità al Moviment 26 de Juliol l'enviament dels equips necessaris per a instal·lar una emissora radial a la Sierra Mestra. El dia 16 de febrer de 1958, l'equip transmissor arribà a la comandància del Che portada per diversos companys, al capdavant dels quals venia el que després serà l'ànima de l'emissora, el cap tècnic de Radio Rebelde, el comandant Eduardo Fernández. L'equip era un radiotransmissor de la marca Collins, model 32-V-2, de potència mitjana, uns 120-130 watts. La planta elèctrica era de la marca Onan, d'un kilowatt de potència, i es va utilitzar per alimentar el transmissor, un tocadiscs i una bombeta.

## Inici de les transmissions
El 24 de febrer de 1958 es va realitzar la primera transmissió oficial des de la casa de Conrado, camperol membre del Partit Socialista Popular i col·laborador de l'Exèrcit Rebel, situada just a sota de la muntanya que porta el seu nom.

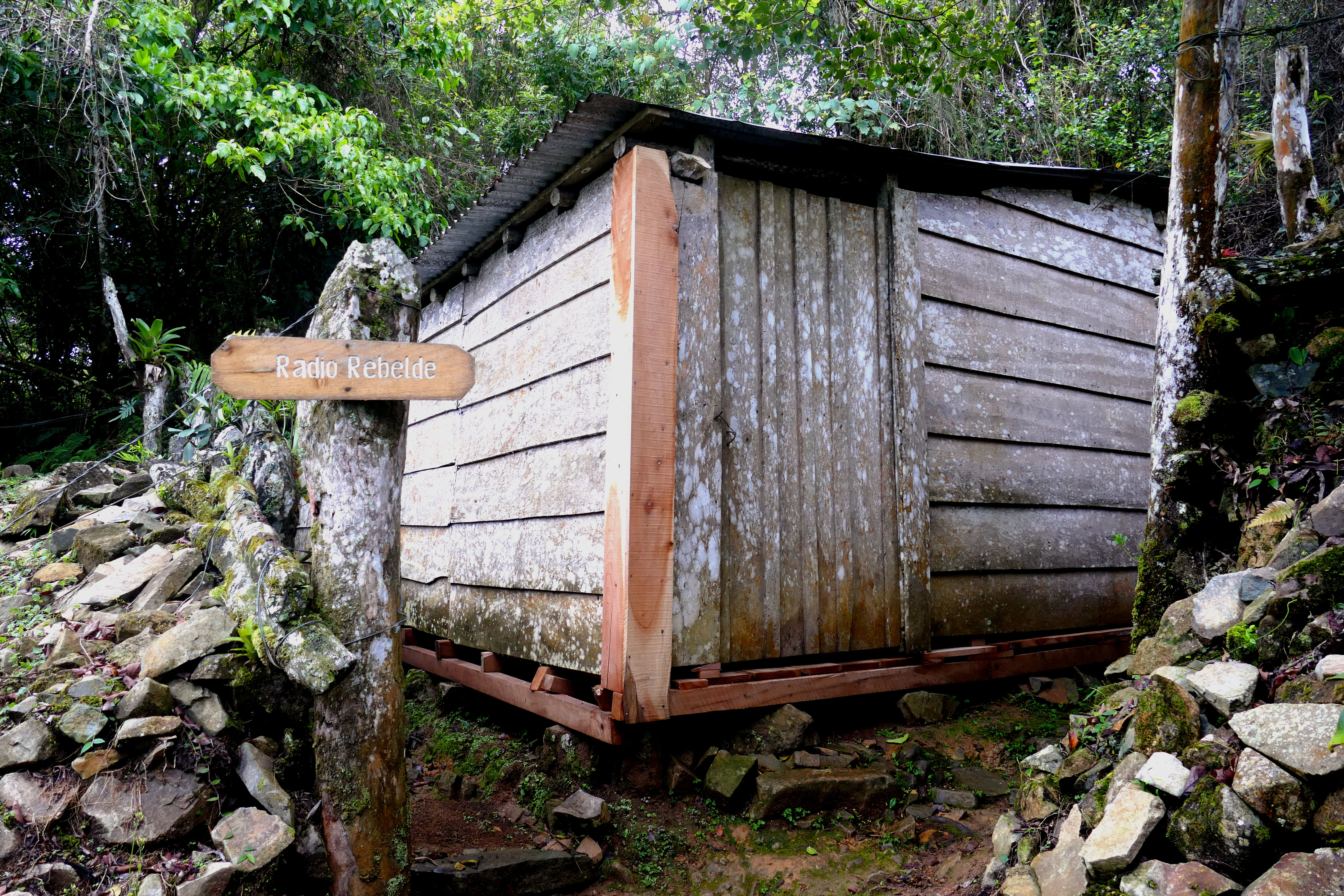
Radio Rebelde - Sierra Maestra

Luis Orlando Rodríguez fou nomenat director de Radio Rebelde, i Orestes Valera i Ricardo Martínez locutors.
La primera transmissió va durar 20 minuts. Es va retre honors als companys morts al combat de Pino del Agua, algunes accions, escaramusses i emboscades de la columna del Che i es llegí un editorial dedicat a la data del 24 de febrer de 1895. També s'anuncià una conferència titulada «Sanitat a la Sierra Mestra», que seria oferta pel doctor Julio Martínez Páez, cirurgià en cap del cos mèdic de l'Exèrcit Rebel, i es va fer un comentari sobre el sorgiment de Radio Rebelde com a òrgan oficial del Moviment revolucionari 26 de Juliol.
El programa es radiava a les 5 de la tarda i a les 9 de la nit i es transmetia en la banda de 20 metres, que s'utilitzava per a comunicacions més aviat de llarga distància, per la qual cosa en els territoris més propers no s'escoltava la transmissió. Se seguí treballant en l'estació per millorar la seva eficiència i es construí una altra antena, d'aquesta forma es començà a treballar en les bandes de 40 i 20 metres.
El 15 d'abril, Fidel Castro realitzà la seva primera al·locució per Radio Rebelde. Portà l'estímul i l'alè als combatents no només de la serra, que ja coneixien les notícies del fracàs de la vaga d'abril, sinó al pla que patia directament aquell revés, i exposà que calia redoblar els esforços contra la tirania i que era llavors quan calia ser més fortes i més fermes.

## Línia editorial

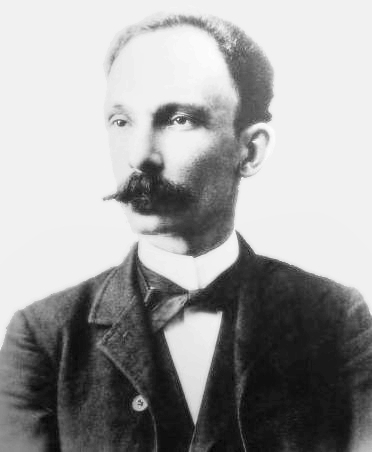
José Martí

En un dels seus primers comentaris, la nova emissora definí la seva línia editorial: «Radio Rebelde sorgeix per a contribuir a l'orientació necessària i útil del poble en aquesta hora decisiva de la pàtria, per a donar a conèixer la intenció veritable d'aquesta lluita i fomentar i practicar la virtut allà on se la trobi. I per ajuntar i estimar i viure en la passió de la veritat com digué José Martí».
La transcendència històrica de la sortida a l'aire de Radio Rebelde el 24 de febrer de 1958 radica, precisament, en què va donar la possibilitat de transmetre el missatge de la Revolució cubana diàriament a les masses, que es conegués la veritat i la presència de l'Exèrcit Rebel a Sierra Mestra i, a més, que s'utilitzés com a mitjà de comunicació entre els diferents fronts guerrillers. Tot això, en condicions summament difícils si es té en compte que els mitjans de comunicació massius formaven part de l'estructura de dominació neocolonial imposada per l'imperialisme nord-americà i reforçat per la tirania batistiana.
Amb la creació de Radio Rebelde, el Che prosseguia els esforços per a divulgar les idees revolucionàries, iniciats amb el periòdic El Cubno Libre, denominat així en honor de l'exèrcit mambí. Al seu torn, aquests mitjans de propaganda revolucionària, sorgits en territori rebel, continuaven la senda de les publicacions clandestines que a partir d'El Acusador, La història m'absoldrà, i els manifests número 1 i 2 del Moviment 26 de Juliol, concretaven el principi sostingut per Fidel Castro d'esclarir, orientar i mobilitzar les masses, per damunt de tot, dient-los la veritat.
Sobre els dies 16 i 17 d'abril, per instruccions de Fidel Castro, Radio Rebelde es traslladà cap a la regió de La Plata perquè es trobava en una zona distant d'on estava el gruix de l'Exèrcit Rebel. En els tretze dies següents es realitza el trasllat i la instal·lació de l'estació de ràdio. El primer programa des del nou punt es va transmetre l'1 de maig. A partir d'aquest moment Radio Rebelde anuncià cada moviment de les forces enemigues abans d'iniciar-se l'ofensiva amb la qual el règim pretenia destruir l'Exèrcit Rebel. Durant l'ofensiva de la tirania batistiana, l'emissora es convertí en un punt estratègic que l'enemic tractà d'interferir i localitzar, atès que s'havia convertit en un mitjà de difusió d'un impacte majúscul. Tot i els nombrosos bombardejos, mai no van poder tocar el lloc exacte de l'estació.
Des del carrer Aguilera 201 cantonada amb Quintín Banderas, l'1 de gener de 1959, a través de Radio Rebelde, Fidel Castro va donar instruccions a tots els comandants de l'Exèrcit Rebel i al poble.
En concloure la guerra, eren 32 les estacions existents en els diferents fronts de combat, que al costat de la seva planta matriu a Sierra Mestra, van formar la Cadena de la Llibertat. Algunes d'aquestes estacions van ser construïdes per radioaficionats.

## Actualitat
L'emissora manté el seu senyal les 24 hores per AM i FM, i per ona curta quatre hores i mitja. El seu perfil és essencialment informatiu: un percentatge significatiu es dedica a esdeveniments esportius nacionals i internacionals que es complementa amb una àmplia programació en la qual està present la música i la cultura general. Compta amb cobertura total a tot Cuba, Centreamèrica, el Carib i part d'Amèrica del Sud.
L'any 2018, la banda sueca The Baboon Show publicà el seu vuitè treball amb el títol de Radio Rebelde en homenatge a la ràdio revolucionària que fundà el Che 70 anys abans.